# جياكومو بيريتا
يعتبر جياكومو بيريتا إحدى المواهب الإيطالية يتميز بالقوة الجسمانية سجل الكثير من الأهداف مع فريق البريمافيرا في الميلان استدعي للفريق الأول عدة مرات إلا أنه لم يشارك الا مرة واحدة وكانت في آخر خمس دقائق من مباراة بولونيا.
شارك في الفئات السنية المختلفة للمنتخب الإيطالي ولم يستدعى حتى الآن للمنتخ بالإيطالي.
شبه بعدد من النجوم منهم ديديه دروجبا.

## روابط خارجية
- جياكومو بيريتا على موقع الاتحاد الدولي (مؤرشف)  (الإنجليزية)
- جياكومو بيريتا على موقع قاعدة بيانات كرة القدم.إي يو (الإنجليزية)
- جياكومو بيريتا على موقع Soccerway.com (الإنجليزية)
- جياكومو بيريتا على موقع عالم كرة القدم.نت (الإنجليزية)
- جياكومو بيريتا على موقع كووورة
- جياكومو بيريتا على موقع AS.com (الإسبانية)